# 塞龙 (阿尔梅里亚省)
塞龙，是西班牙安达卢西亚自治区阿尔梅里亚省的一个市镇。 总面积166km2, 总人口2467人（2001年），人口密度15人/km2。